# Тунель (фільм, 1966)
«Тунель» — радянсько-румунський художній фільм 1966 року, знятий на кіностудіях «Мосфільм» і «Studioul Cinematografic Bucuresti».

## Сюжет
Румунія, 1944 рік. Шестеро розвідників, росіян і румунів, ціною власного життя завадили гітлерівцям знищити стратегічно важливий об'єкт — тунель на шляху наступу Червоної Армії.

## У ролях
- Олексій Локтєв — лейтенант Денисов
- Іон Дікісяну — молодший лейтенант Петреску
- Валентина Малявіна — Наташа
- Маргарета Пислару — Юлія
- Лев Пригунов — Гриша
- Флорін Персик — Дуцу
- Віктор Філіппов — Сергій, сапер
- Леонід Зверинцев — Молчанов
- Штефан Беніка — кельнер
- Еммеріх Шеффер — Отто фон-Келлер
- Геннадій Юхтін — капітан Дронов
- Іон Анхель — офіцер
- Василе Брескану — епізод
- Вікторія Духіна — санінструктор
- Юрій Кірєєв — поранений
- Овідій Молдаван — поліцейський
- Людмила Марченко — служанка
- Артур Ніщонкін — Толя
- Дан Спатару — Фрідріх
- Євген Тетерін — полковник
- Борис Кожухов — румунський полковник
- Аркадій Толбузін — генерал Верьовкін
- Олександр Лебедєв — ординарець Верьовкіна

## Знімальна група
- Автори сценарію: Франчіск Мунтяну, Георгій Владимов
- Режисер: Франчіск Мунтяну
- Оператори: Іоланда Чен-Ю-Лан, Олександр Шеленков
- Художник: Марсель Богос, Арнольд Вайсфельд
- Композитор: Джордже Григоріу
- Директор фильма: Марк Шадур, М. Георайє